# Орден Святого Иоанна (Великобритания)
Славнейший Орден Госпиталя святого Иоанна Иерусалимского, или Орден святого Иоанна, — королевский рыцарский орден, основанный в Великобритании и действующий в Содружестве наций и США. Члены ордена — в основном протестанты, члены других христианских течений также могут удостоиться чести быть принятыми в орден. Почётное членство также даётся некоторым выдающимся приверженцам других религий. Членство в ордене — только по приглашению, и отдельные персоны не могут просить о приёме. Возможно, орден лучше знают по его крупнейшей служебной организации, St. John Ambulance, члены которой не ограничены вероисповеданием или религией.

## История
В июне 1826 года Совет французских лиг (фр. langues), бывший неофициальным воссозданием Мальтийского ордена во Франции, искал деньги для покупки земли для ордена. Совет решил создать частное предприятие с уставным капиталом по подписке. Они хотели создать армию наёмников для участия в войне за независимость Греции, привлекая к службе некоторых из большого числа безработных английских солдат. Филипп де Кастелэн, французский рыцарь, был назначен рекрутировать в Англии. Шотландцу Дональду Керри (англ. Currie), проживавшему в Англии, разрешили собрать 240 000 фунтов. И финансовые подписчики, и все комиссары-офицеры наёмной армии имели право стать рыцарями ордена.
Хотя новые рыцари создавались, было собрано мало денег. Греческую войну выиграли без участия французских рыцарей. Кастелэн и Керри получили разрешение Chevalier de Sainte-Croix создать Совет английских лиг. Это состоялось 12 января 1831 года; исполнительная власть Совета была дана персоне, называвшей себя «граф» Александр Мортара. Адрес Совета был «Auberge of St John, St John’s Gate, St John’s Square, Clerkenwell». Это было не что иное, как паб «Старой иерусалимской таверны», занимавшей Gatehouse средневекового английского Великого приората.
Преподобный Роберт Пит (англ. Peat), викарий приюта в Брентфорде, Миддлсекс, и бывший капеллан короля Георга IV был рекрутирован в Английскую лигу. Пит с другими членами Лиги изгнал Мортара, обвинив его в продаже рыцарских званий. Совет французских лиг восстановил Мортару, и с 1832 года были две соперничающие лиги — возглавляемая Питом и была неофициальной. Они сосуществовали пять лет до исчезновения Мортара в 1837 году.
После смерти Пита в апреле 1837 года сэр Генри (англ. Dymoke) получил звание Великого Приора, и под его руководительством была заново установлена связь с рыцарями во Франции и Германии. Британский орден жаждал официального утверждения от римско-католической штаб-квартиры Мальтийского ордена, но в этом было отказано лейтенантом Великим Мастером Командором Филиппом де Колоредо-Мансфилдот (1845—1864). До этого английская организация считала себя только Великим приоратом и Лигой ордена. В ответ на это, английский приорат объявил себя суверенным орденом в Англии с названием «Суверенный и сиятельный Орден святого Иоанна Иерусалимского, Anglia».
Английский орден продолжил рост, и в него вступил 7-й граф Манчестерский, Великий приор в 1861 году.
В 1871 году новый Устав утвердил более скромное название «Орден святого Иоанна Иерусалимского в Англии». В 1876 году членами ордена стали принцесса и принц Уэльские; в 1877 году орден создал службу обучения первой медицинской помощи; в 1877 году британский Приорат установил Ассоциацию скорой помощи Святого Иоанна (St John Ambulance Associations) в крупнейших железнодорожных узлах и шахтёрских округах для жертв несчастных случаев. В 1887 году была создана первая бригада скорой помощи ордена. В 1882 году британский Великий приорат основал хоспис и офтальмологическую клинику в Иерусалиме.
С тех пор статус ордена повышался королевскими хартиями, самый современный — в 1974 году, когда была признана его международная деятельность. Суверен Ордена — Карл lll.
Хотя в раннее время члены ордена были католиками, а британский Орден — экуменический, сейчас он связывается с реформированной традицией, поскольку глава ордена также глава англиканской церкви. британский Орден получил двустороннее признание от Мальтийского Ордена в 1963 году. Христианская этика Ордена подтверждается в декларации, которую должен сказать потенциальный член «и что я буду всегда придерживаться целям этого христианского ордена».

## Альянс Орденов святого Иоанна Иерусалимского
«Альянс Орденов святого Иоанна Иерусалимского» состоит из британского Ордена и трёх протестантских орденов:
- Бранденбургский бальяж св. Иоанна, действующий на территории Германии, Австрии, Финляндии, Франции, Венгрии и Швейцарии.
- Johanniter Orde — бывшее отделение последнего в Голландии.
- Johanniterorden i Sverige — бывшее отделение бранденбургского бальяжа в Швеции.

Этот альянс и Мальтийский орден образуют «Взаимно признающие ордена святого Иоанна» и не признают иные ордена святого Иоанна («самопровозглашённые»), их притязания на происхождение от изначального ордена св. Иоанна или право на имена или символы. Прочие, наоборот, оспаривают притязания Альянса и особенно самого Мальтийского ордена.

## Орден в Соединённом королевстве

### Состав

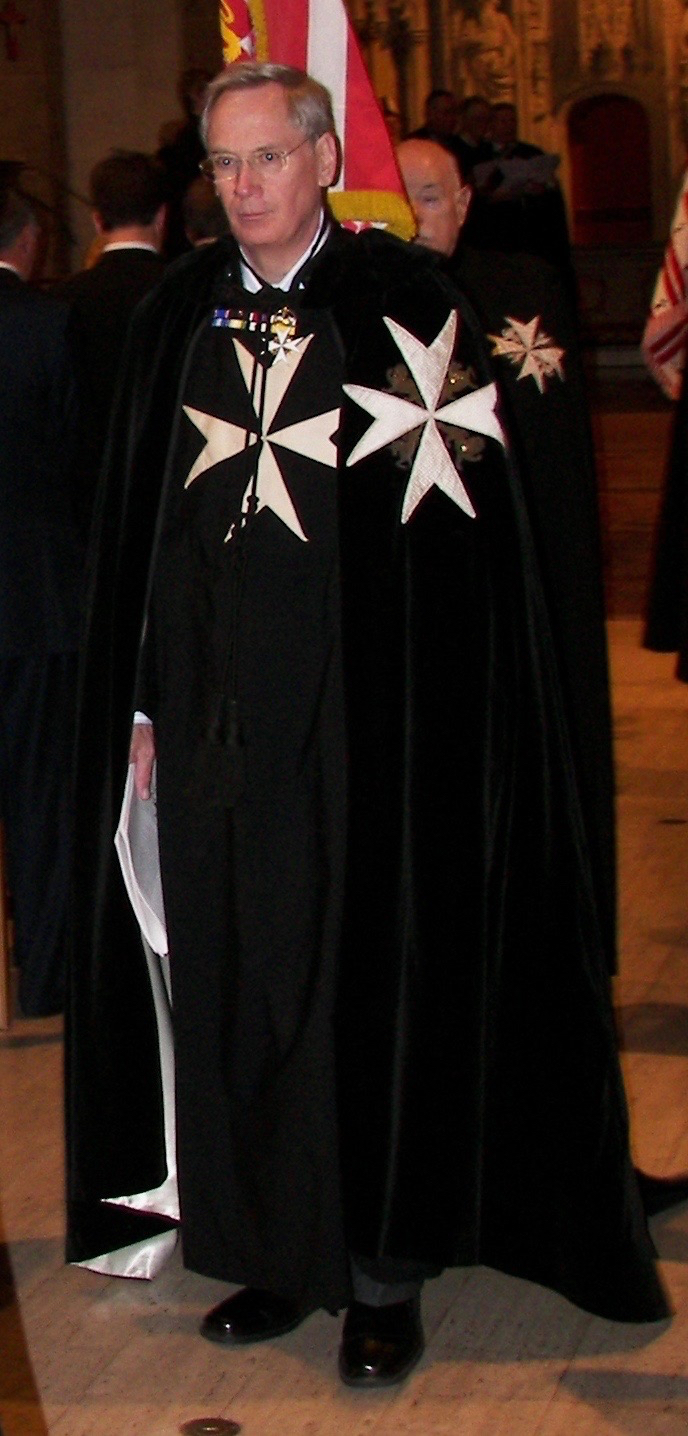
Принц Ричард в инсигниях ордена

Монарх Соединенного королевства является сувереном Ордена. Следующий за ним по старшинству член ордена — Великий Приор. С 1974 года это пост занимает принц Ричард, Герцог Глостерский. Великий Совет ордена состоит из 5 Великих Офицеров и представителей 8 ключевых приоратов.
Герцогиня Глостерская и принцесса Анна — Дамы Великого Креста ордена.
Суверен Ордена производит все назначения и принимает новых членов в орден абсолютно по своей воле. Рекомендации предоставляет Великий Совет.
Орден разделён на классы:
- I степень — Бейлифы или Дамы Великого Креста (G.C.St.J)
- II степень — Рыцари или Дамы Справедливости или Милосердия (K.St.J или D.St.J)
- III степень — (а) Капелланы (Ch.St.J) и (б) Командоры (C.St.J)
- IV степень — Офицеры (O.St.J)
- V степень — Члены (M.St.J), Служащие Братья (S.B.St.J) и Служащие Сёстры (S.S.St.J)
- VI степень — Эсквайры (Esq.St.J)

### Офицеры ордена
Как минимум, есть 5 офицеров:
1. великий приор
2. лорд-приор святого Иоанна
3. прелат
4. помощник лорд-приора, один или два в зависимости от потребностей Великого.
5. субпрелат

Другие офицеры-принципалы, как например секретарь-генерал, и почётные офицеры, как например генеалог, могут назначаться Великим приором по рекомендации Великого Совета. Принципалы и почётные офицеры назначаются на должность сроком не более трёх лет. Великий приор может также назначить Секретаря Ордена, который может занимать должность до неудовольствия приора или прошения об отставке.
Порядок старшинства Ордена:
1. глава-суверен
2. великий приор
3. лорд-приор св. Иоанна
4. приор приората или рыцарь/дама командор командорства внутри территории Establishment
5. прелат ордена
6. помощник лорд-приора, если больше одного, то по старшинству степеней
7. субприор
8. Бейлифы и Дамы Большого Креста
9. приор приората вне территории приората
10. члены великого совета, не включённые выше, по порядку степеней
11. офицеры-принципалы
12. субпрелаты
13. Госпитальер Ордена
14. Рыцари и Дамы
15. Капелланы
16. Командоры
17. Офицеры
18. Служащие братья и сёстры
19. Эсквайры

### Привилегии
Этот орден не государственный, а королевский. Его украшения носятся на военной униформе. Анонсы о приёме или повышения степени печатаются в официальном правительственном органе, London Gazette (как и для других орденов). Однако степени не дают титула или старшинства вне ордена. Поэтому «рыцарь милосердия» или «рыцарь справедливости» не имеют права использовать приставку «сэр».